# Марсабіт (гора)
Марсабіт — базальтовий щитовий вулкан у Кенії, розташований за 170 км на схід від центру Східно-Африканського рифту, в окрузі Марсабіт поблизу міста Марсабіт та має площу 6300 км2. Основна частина місцевої породи з'явилася в міоцені, але деякі потоки лави та вибухові виверження, що утворюють маар відбулися нещодавно. Принаймні два з маарів містять кратерні озера.
Вулкан покритий густим лісом. Поруч знаходиться національний парк Марсабіт .
Саме в цьому Національному парку, біля озера, яку місцеві назвали Райським озером у 1920-х роках жили та знімали документальні фільми про дику природу американські дослідники Мартін і Оса Джонсони.